# Charles Brun (Q89)
Charles Brun (Q89) byla experimentální ponorka francouzského námořnictva. Sloužila k testování lodního pohonu. Rozestavěna byla roku 1907. Zkoušky jejího pohonného systému probíhaly od října 1910 do října 1913. Neosvědčila se a francouzské námořnictvo ji nikdy oficiálně nepřijalo do služby. Sešrotována byla roku 1920.

## Stavba
Ponorka Charles Brun patřila mezi čtyři francouzské experimentální ponorky objednané v programu pro rok 1906. Postavila ji loděnice Arsenal de Toulon. Stavba byla zahájena roku 1907 a na vodu byla spuštěna 14. září 1910. Nebyla zařazena do operační služby.

## Konstrukce
Ponorka nesla šest 450mm torpédometů. Pohonný systém tvořily čtyři kotle Du Temple a dva parní stroje o výkonu 130 hp a dva pomocné elektromotory. Lodní šrouby byly dva. Nejvyšší rychlost dosahovala 13,5 uzlu na hladině a 7,2 uzlu pod hladinou.